# دغفل النسابة
دغفل بن حنظلة بن زيد بن عبدة الذهلي الشيباني (نحو 17 ق هـ - 65 هـ / 605 - 695م): نسابة العرب. يضرب به المثل في معرفة الأنساب. قال الجاحظ: «رؤساء النسابين: دغفل بن حنظلة، أحد بني عمرو بن شيبان، لم يدرك الناس مثله لسانا و علما و حفظا». رأى النبي في الجاهلية قبل الهجرة، ويذكر المدائني أن دغفل وهو غلاما يافعا التقى مع قومه ذهل من ربيعة بالنبي محمد ﷺ في موسم الحج، وذلك قبل الهجرة في مكة سنة 3 ق هـ الموافقة 619م، وعرض النبي عليهم الإسلام، ولم يُسلموا.وذكر ابن عباس خبر بين أبي بكر الصديق ودغفل في حضرة النبي وهم في موسم الحج قبل الهجرة.
كانت معارفه الواسعة في الأنساب مضرب المثل فقيل في المثل «أنسب من دغفل»، قال سعيد بن المسيب: «النسَّابون أربعة: دَغفَل، وأبو ضمضم، وصبيح، والكيس النمري»،وكان خطيباً علامة في علوم شتى ولكنه تخصص في الأنساب أيام العرب، قال محمد بن سيرين:«كان دَغفَل النسابة رجلًا عالمًا، ولكن اغتلبه النسب».
وفد على معاوية بن أبي سفيان في أيام خلافته، فسأله عن العربية وعن أنساب الناس وعن النجوم، فأعجبه عمله، فأمره أن يتولى تعليم ابنه يزيد، ففعل. وغرق يوم دولاب بالأحواز في وقعة مع الأزارقة سنة 65 هـ. ذكره عدد من الشعراء في شعرهم،وذكر الفرزدق كتابه الأنساب الشهير.

## نسبه
هو: دغفل بن حنظلة بن زيد بن عبدة بن عبد الله بن ربيعة بن عمرو بن شيبان بن ذهل بن ثعلبة بن عكابة بن صعب بن علي بن بكر بن وائل.

## وصفه لقبائل عدنان
قدم وفد العراق على معاوية وفيهم دغفل فقال له معاوية يا دغفل أخبرني عن ابني نزار ربيعة ومضر أيهما كان أعز جاهلية وعالمية فقال:
| دغفل النسابة | يا أمير المؤمنين مضر بن نزار كان أعز جاهلية وعالمية | دغفل النسابة |

قال معاوية وأي مضر كان أعز قال:
| دغفل النسابة | بنو النضر بن كنانة كانوا أكثر العرب أمجادا وأرفعهم عمادا وأعظمهم رمادا | دغفل النسابة |

قال فأي بني كنانة كان بعدهم أعز؟ قال:
| دغفل النسابة | بنو مالك بن كنانة كانوا يعلمون من ساماهم ويكفون من ناواهم ويصدقون من عاداهم | دغفل النسابة |

قال فمن بعدهم قال:
| دغفل النسابة | بنو الحارث بن عبد مناة بن كنانة كانوا أعز بنيه وأمنعهم وأجودهم وأنفعهم | دغفل النسابة |

قال ثم من بعدهم قال:
| دغفل النسابة | بنو بكر بن عبد مناة وكان بأسهم مرهوبا وعدوهم منكوبا وثأرهم مطلوبا | دغفل النسابة |

قال فأخبرني عن مالك بن عبد مناة بن كنانة وعن مرة وعامر ابني عبد مناة قال:
| دغفل النسابة | كانوا أشرافا كراما وليس للقوم أكفاء ولا نظراء | دغفل النسابة |

قال فأخبرني عن بني أسد قال:
| دغفل النسابة | كانوا يطعمون السديف ويكرمون الضيوف ويضربون في الزحوف | دغفل النسابة |

قال فأخبرني عن هذيل قال:
| دغفل النسابة | كانوا قليلا أكياس أهل منعة وبأس ينتصفون من الناس | دغفل النسابة |

قال فأخبرني عن بني ضبة قال:
| دغفل النسابة | كانوا جمرة من جمرات العرب الأربع لا يصطلي بنارهم ولا يفاتون بثارهم | دغفل النسابة |

قال فأخبرني عن مزينة قال:
| دغفل النسابة | كانوا في الجاهلية أهل منعة وفي الإسلام أهل دعة | دغفل النسابة |

قال فأخبرني عن تميم قال:
| دغفل النسابة | كانوا أعز العرب قديما وأكثرها عظيما وأمنعها حريما | دغفل النسابة |

قال فأخبرني عن قيس قال:
| دغفل النسابة | كانوا لا يفرحون إذا أديلوا ولا يجزعون إذا ابتلوا ولا يبخلون إذا سئلوا | دغفل النسابة |

قال فأخبرني عن أشرافهم في الجاهلية قال:
| دغفل النسابة | غطفان بن سعد وعامر بن صعصعة وسليم بن منصور فأما غطفان فكانوا كراما سادة وللخميس قادة وعن البيض ذادة ، وأما بنو عامر فكثير سادتهم مخشية سطوتهم ظاهرة نجدتهم ، وأما بنو سليم فكانوا يدركون الثار ويمنعون الجار ويعظمون النار | دغفل النسابة |

قال فأخبرني عن قومك بكر بن وائل واصدقني قال:
| دغفل النسابة | كانوا أهل عز قاهر وشرف ظاهر ومجد فاخر | دغفل النسابة |

قال فأخبرني عن إخوتهم تغلب قال:
| دغفل النسابة | كانوا أسودا ترهب وسماما لا تقرب وأبطالا لا تكذب | دغفل النسابة |

قال فأخبرني كم أديلوا عليكم في قتلكم كليبا قال:
| دغفل النسابة | أربعين سنة لا ننتصف منهم في موطن نلقاهم فيه حتى كان يوم التحاليق يوم الحارث بن عباد بعد قتلة ابنه بجير وكان أرسله في الصلح بين القوم فقتله مهلهل وقال بؤ بشسع نعل كليب فقال الغلام إن رضيت بهذا بنو بكر رضيت فبلغ الحارث فقال نعم القتيل قتيلا إن أصلح الله به بين بكر وتغلب وباء بكليب فقيل له إنما قال مهلهل ما قال الكلمة فتشمر الحرث للحرب وأمرنا بحلق رءوسنا أجمعين وهو يوم التحاليق وله خبر طويل | دغفل النسابة |

وقال:
| دغفل النسابة | فأدلنا عليهم يومئذ فلم نزل منهم ممتنعين إلى يومنا هذا قال فمن ذهب يذكر ذلك اليوم قال الحرث بن عباد أسر مهلهلا في ذلك اليوم وقال له دلني على مهلهل بن ربيعة قال مالي إن دللتك عليه قال أطلقك قال على الوفاء قال نعم قال له أنا مهلهل قال ويحك دلني على كفء كريم قال امرؤ القيسوأشار بيده إليه عن قرب فأطلقه الحرث وانطلق إلى امرئ القيس فقتله وبكر كلها صبرت وأبلت فحسن بلاؤها إلا ما كان من ابني لجيم حذيفة وعجل ويشكر ابن بكر فإن سعد بن مالك بن ضبيعة جد طرفة بن العبد هجاهم في ذلك اليوم فقال: | دغفل النسابة |

وقال فيهم أيضا:
فقال معاوية أنت والله يا دغفل أعلم الناس قاطبة بأخبار العرب.

## وصفه لقبائل اليمن
ووقف جماعة من الأنصار على دغفل بعد ما كف فسلموا عليه فقال من القوم قالوا سادة اليمن فقال:
| دغفل النسابة | أمن أهل مجدها القديم وشرفها العميم كندة | دغفل النسابة |

قالوا لا قال:
| دغفل النسابة | فأنتم الطوال قصبا الممحصون نسبا بنو عبد المدان | دغفل النسابة |

قالوا لا قال:
| دغفل النسابة | فأنتم أقودها للزحوف وأخرقها للصفوف وأضربها بالسيوف رهط عمرو بن معديكرب | دغفل النسابة |

قالوا لا قال:
| دغفل النسابة | فأنتم أحضرها قراء وأطيبها فناء وأشدها لقاء رهط حاتم بن عبد الله | دغفل النسابة |

قالوا لا قال:
| دغفل النسابة | فأنتم الغارسون للنخل والمطعمون في المحل والقائلون بالعدل الأنصار | دغفل النسابة |

قالوا نعم.